# 伊斯托歐納爾峰
伊斯托歐納爾峰是巴基斯坦的山峰，屬於興都庫什山脈的一部分，毗鄰蒂里傑米爾峰，海拔高度7,403米，美國攀山隊在1955年6月8日首次登上該山峰。

## 外部連結
- Expedition Istoro Nal
- Terichmir, Highest Peak in Hindukush （页面存档备份，存于）
- Unclimbed 7000m Peaks（页面存档备份，存于）